# Teoria podziału Clarka
Teoria podziału Clarka – koncepcja sformułowana przez amerykańskiego ekonomistę Johna Batesa Clarka. Jest to teoria wynagradzania czynników produkcji zgodnie z ich produkcyjnością krańcową. Opiera się ona na prawie malejących produktów krańcowych, przy założeniach doskonałej konkurencji i doskonale mobilnych czynników produkcji.

## Koncepcja Clarka
Prawo malejących produktów krańcowych jest oparte na kilku założeniach. Po pierwsze, jest ono rozszerzoną na wszystkie czynniki produkcji interpretacją zjawiska malejącej urodzajności ziemi, mówiącego, że kolejne nakłady jednostek pracy i kapitału, stosowane na tym samym obszarze ziemi, niezmieniającej się technologii produkcji przynoszą coraz mniejsze przyrosty produkcji. Dzieje się tak, ponieważ coraz mniej ziemi przypada na jednostkę nakładu zmiennego.
Po drugie, koncepcja Clarka opiera się na, twierdzeniu, że kapitał tak samo jak praca ma zdolność tworzenia nowych wartości. Oznacza to, że wartość dóbr wytworzonych przez zużycie środków kapitałowych o pewnej wartości jest większa od wartości tych zużytych środków- inwestowanie przynosi pewną nadwyżkę ponad wartość wyłożonego kapitału. Uznając to stwierdzenie za oczywiste, Clark nie stosuje w tej kwestii żadnych dowodów. Traktując kapitał jako czynnik produkcji, tworzący nową wartość niezależnie od pracy, odchodzi się od kanonu ekonomii klasycznej.
Po trzecie, podstawą koncepcji Clarka jest teza o rzadkości podstawowych czynników produkcji (ziemi, pracy i kapitału (dóbr kapitałowych)). Rzadkość tych czynników objawia się w tym, że nie można ich zwiększać dowolnie ilościowo, drogą dodawania do jednych czynników innych czynników np. pracy do dóbr kapitałowych. Dzieje się tak, gdyż efekt efekt substytucji czynnika stałego czynnikiem zmiennym jest ograniczony.
Ziemia jest dla Clarka takim samym dobrem kapitałowym, jak maszyny i urządzenia produkcyjne, które przynosi jej właścicielowi tego samego typu nadwyżkę, jak kapitaliście działającemu w przemyśle. Renta gruntowa jest tu więc tożsama z procentem, uzyskiwanym przez kapitalistę przemysłowego za zaangażowanie kapitału w produkcji pozarolniczej. Upraszcza to koncepcję podziału:
- dochody dwóch czynników produkcji – kapitału i pracy
- dwa rodzaje dochodów dysponentów czynników produkcji:
  - procent, jako wynagrodzenie kapitału, pobierany przez kapitalistów i właścicieli ziemskich z tytułu własności
  - płaca robocza, jako wynagrodzenie pobierane przez robotników w zamian za pracę oraz wynagrodzenie właścicieli przedsiębiorstw za pracę we własnym przedsiębiorstwie.

Na gruncie tych przesłanek i założeń powstają dwa prawa: prawo malejącej produkcyjności pracy i prawo malejącej produkcyjności kapitału.

## Prawo malejącej produktywności pracy
Prawo malejącej produktywności pracy zakłada, że gdy do kapitału o niezmiennej wielkości dodaje się w procesie produkcji nowe ilości robotników, to każdy kolejny robotnik wytwarza coraz mniejszą ilość produktów. Zwiększanie liczby robotników nie jest więc bezgraniczne. Zatrudniać robotnika można do momentu zrównania przychodu, uzyskiwanego ze sprzedaży produktu krańcowego robotnika, z jego płacą roboczą. Zatrudnienie następnego robotnika przyniosłoby bowiem produkt o wartości mniejszej od płacy, czyli straty.
W celu wyodrębnienia łącznego udziału pracy w nowo wytworzonym produkcie mnożymy produkt ostatniego, krańcowego robotnika(o wartości równej z jego płacą) przez liczbę zatrudnionych robotników w przedsiębiorstwie. Pozostała część produktu jest wynagrodzeniem drugiego czynnika produkcji, czyli procentem od kapitału zaangażowanego na każdym szczeblu w procesie produkcji
Według Clarka wszyscy robotnicy mają jednakowe uzdolnienia i kwalifikacje, zaś ich produktywność zależy wyłącznie od ich rozstawienia w produkcji, a więc od decyzji przedsiębiorcy.
Analogicznie jak dotyczyło to pracy, prawo malejącej produktywności kapitału twierdzi, że jeśli do niezmiennej ilości robotników dodaje się w procesie produkcji kolejne jednostki kapitału (dóbr kapitałowych), to każda następna jednostka charakteryzuje się coraz mniejszą produktywnością. Wynagrodzenie kapitału oparte jest na takich samych założeniach, jak teoria określania płacy robotników.
Produkcyjność kapitału, dodawanego do niezmiennego zatrudnienia, zmniejsza się wraz ze wzrostem wielkości kapitału. Prowadzi to w pewnym momencie do zrównania wartości produktu krańcowego ostatniej użytej jednostki kapitału z kosztem, poniesionym na nabycie tej jednostki dobra kapitałowego. Wobec tego dalsze zwiększanie wielkości kapitału staje się niepożądane, bo przyniesie straty.
Wielkość procentu od jednostki kapitału określona jest przez wartość produktu krańcowego kapitału, która równa jest cenie jednostki kapitału. Procent od całego kapitału jest więc iloczynem produkcyjności krańcowej ostatniej użytej jednostki kapitału oraz łącznej ilości zużytych w procesie produkcji jednostek. Pozostała część nowego produktu całkowitego jest wynagrodzeniem całej zastosowanej pracy, czyli sumą płac.
Tym sposobem każdy z podstawowych dochodów społeczeństwa kapitalistycznego określić można w sposób dwojaki:
- bezpośredni (directly)
- rezydualny, jako reszta pozostająca po potrąceniu jednego z dochodów, płacy roboczej, bądź procentu (residuaily).

Clark zastrzega się, iż w realnej gospodarce ruch płac nie odbywa się w taki sposób, jak to przedstawiał w diagramach i abstrakcyjnej analizie. Przedsiębiorca nie bazuje na eksperymentach, lecz kalkuluje, jaką liczbę robotników powinien zatrudnić przy płacy kształtującej się na rynku (krańcowej). Zatrudnia taką liczbę robotników, przy której produkt ostatniego robotnika pokrywa się z jego płacą.
Płaca może się odchylać, w górę lub w dół, od wartości produktu krańcowego. Jeśli jest wyższa od produktu krańcowego, wyrówna ją konkurencja między robotnikami. Jeżeli zaś jest niższa od produktu krańcowego, powstaje zysk nadzwyczajny (ponad zysk normalny, czyli ponad koszty ekonomiczne). Wtedy jednak konkurencja między przedsiębiorcami doprowadza do zrównania płac jednostkowych z wartością produktów krańcowych i zaniku zysku nadzwyczajnego.
Teoria podziału Clarka była i jest kwestionowana przez różne szkoły ekonomiczne:
- Zwolennicy teorii wartości opartej na pracy twierdzili, że w teorii Clarka następuje przypisanie kapitałowi właściwości, którymi dysponuje wyłącznie praca. Kapitał bowiem to po prostu praca uprzedmiotowiona. Praca jest pierwotna w stosunku do kapitału i tylko ona jest czynnikiem tworzącym wartość.
- Krytyce poddawano metodę analizy teoretycznej: potraktowanie pracy i kapitału jako odizolowanych od siebie, odrębnych czynników. W rzeczywistości czynniki produkcji są z wzajemnie komplementarne, a krańcowy produkt jednego czynnika wynika z krańcowej produkcyjności drugiego.
- Jako teoria mająca charakter statyczny (tzn. nie uwzględniająca zmian podaży)nie jest teorią wyznaczania cen tych czynników. Brak dowodu, że teoria produkcyjności krańcowej określa podział dochodów w sposób sprawiedliwy i efektywny. Są to bowiem pojęcia nieporównywalne, nie dające się sprowadzić do wspólnego mianownika.

Niezależnie od przedstawionych zastrzeżeń, teoria Clarka traktowana jest jako teoria podziału i zaliczana do obowiązującego kanonu ekonomii neoklasycznej.